# Heilberufe (Zeitschrift)
Heilberufe (ausführlicher Titel: Heilberufe – Pflege einfach machen (vormals: Heilberufe – Das Pflegemagazin)) ist eine deutsche Fachzeitschrift für Pflegeberufe. Sie erscheint mit elf Ausgaben im Jahr beim zu Springer Nature gehörigen Springer Medizin Verlag in Berlin. Die Druckauflage betrug 2023 10.132 Exemplare.
Heilberufe erscheint seit 1949 mit wechselndem Namenszusatz und bei verschiedenen Verlagen. Sie ist offizielle Zeitschrift für Mitglieder des Deutschen Pflegeverbandes und des Anbieterverbandes Qualitätsorientierte Gesundheitspflegeeinrichtungen. Newsletter des Deutschen Pflegerates und des Bundesverbandes Lehrende Gesundheits- und Sozialberufe (BLGS) werden beigelegt.
Die Zielgruppe der Zeitschrift sind Gesundheits- und Krankenpfleger, Altenpfleger, Auszubildende und Studenten dieser Bereiche und leitende Pflegekräfte, wie Stations- und Pflegedienstleitungen. Sie unterhält ein Online-Archiv der Ausgaben seit 2007, das auch für Nichtabonnenten eingeschränkt zugänglich ist. Inhaltlich finden sich Rubriken zur Pflegepraxis, zum Pflegealltag, zu Perspektiven der Pflegeberufe und ein Stellenmarkt. Zu verschiedenen Themen werden Spezialhefte herausgegeben.
Mit HeilberufeScience (ISSN 2190-2100) existiert seit 2008, zunächst als Beilage und seit 2010 als Onlineausgabe, ein pflegewissenschaftliches Journal, dessen Beiträge einem Peer-Review unterliegen.